# Аткінсон-Міллс (Пенсільванія)
Аткінсон-Міллс (англ. Atkinson Mills) — переписна місцевість (CDP) в США, в окрузі Міффлін штату Пенсільванія. Населення — 152 особи (2020).

## Географія
Аткінсон-Міллс розташований за координатами 40°26′57″ пн. ш. 77°48′12″ зх. д. / 40.44917° пн. ш. 77.80333° зх. д. (40.449273, -77.803428).  За даними Бюро перепису населення США в 2010 році переписна місцевість мала площу 2,64 км², з яких 2,64 км² — суходіл та 0,00 км² — водойми.

## Демографія
Згідно з переписом 2010 року, у переписній місцевості мешкали 174 особи в 61 домогосподарстві у складі 55 родин. Густота населення становила 66 осіб/км².  Було 69 помешкань (26/км²).
Расовий склад населення:
| - 98,3 % — білих - 1,7 % — вихідців з тихоокеанських островів |

До двох чи більше рас належало 0,0 %. Частка іспаномовних становила 0,0 % від усіх жителів.
За віковим діапазоном населення розподілялося таким чином: 24,7 % — особи молодші 18 років, 66,7 % — особи у віці 18—64 років, 8,6 % — особи у віці 65 років та старші. Медіана віку мешканця становила 38,3 року. На 100 осіб жіночої статі у переписній місцевості припадало 93,3 чоловіків;  на 100 жінок у віці від 18 років та старших — 101,5 чоловіків також старших 18 років.
Середній дохід на одне домашнє господарство  становив 72 882 долари США (медіана — 81 500), а середній дохід на одну сім'ю — 70 404 долари (медіана — 62 000). Медіана доходів становила 47 750 доларів для чоловіків та 33 750 доларів для жінок. За межею бідності перебувало 8,9 % осіб, у тому числі 20,3 % дітей у віці до 18 років та 0,0 % осіб у віці 65 років та старших.
Цивільне працевлаштоване населення становило 139 осіб. Основні галузі зайнятості: освіта, охорона здоров'я та соціальна допомога — 20,9 %, виробництво — 19,4 %, будівництво — 15,1 %.